# サン・フェリペ (ベネズエラ)

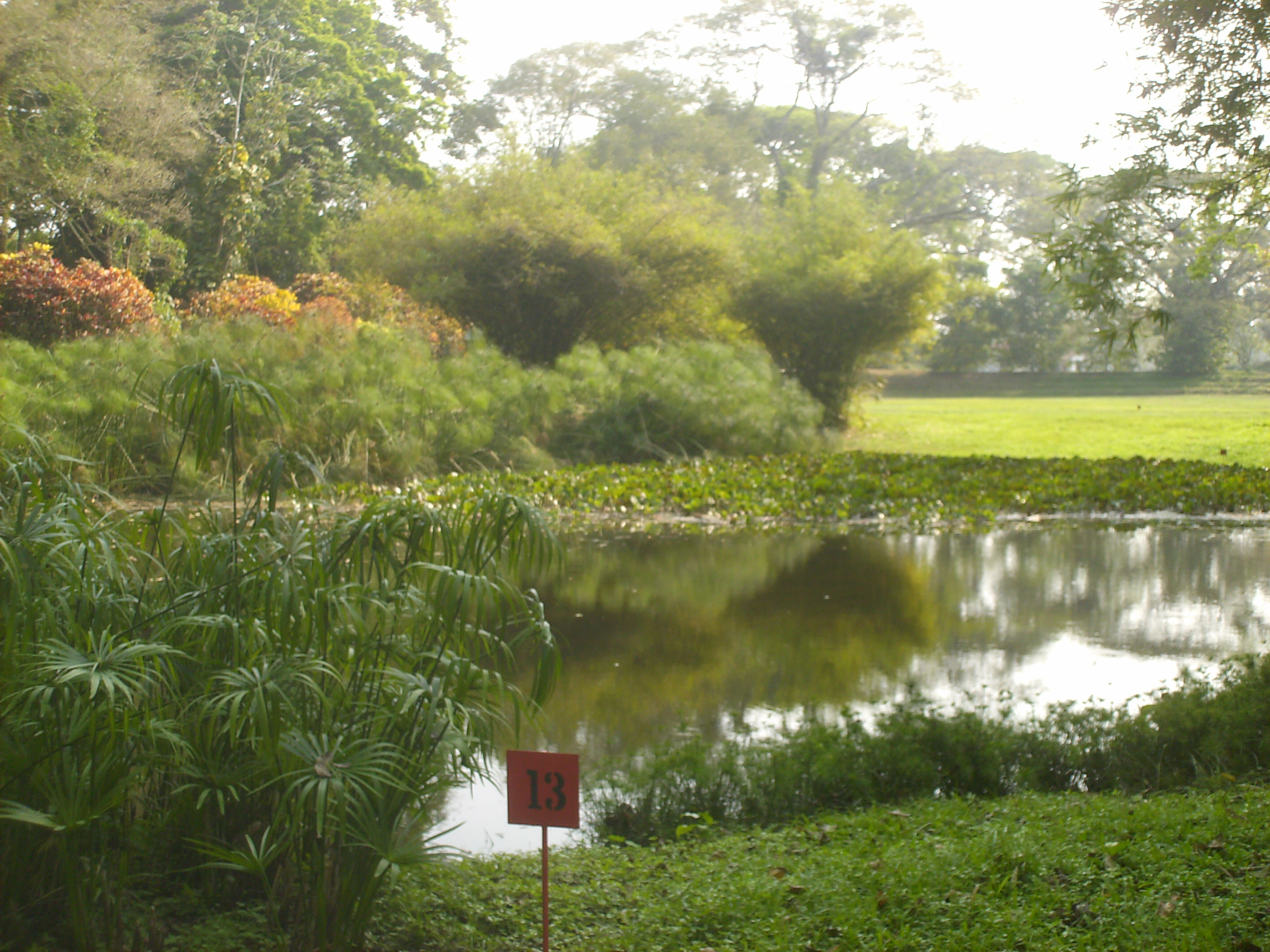
熱帯植物園

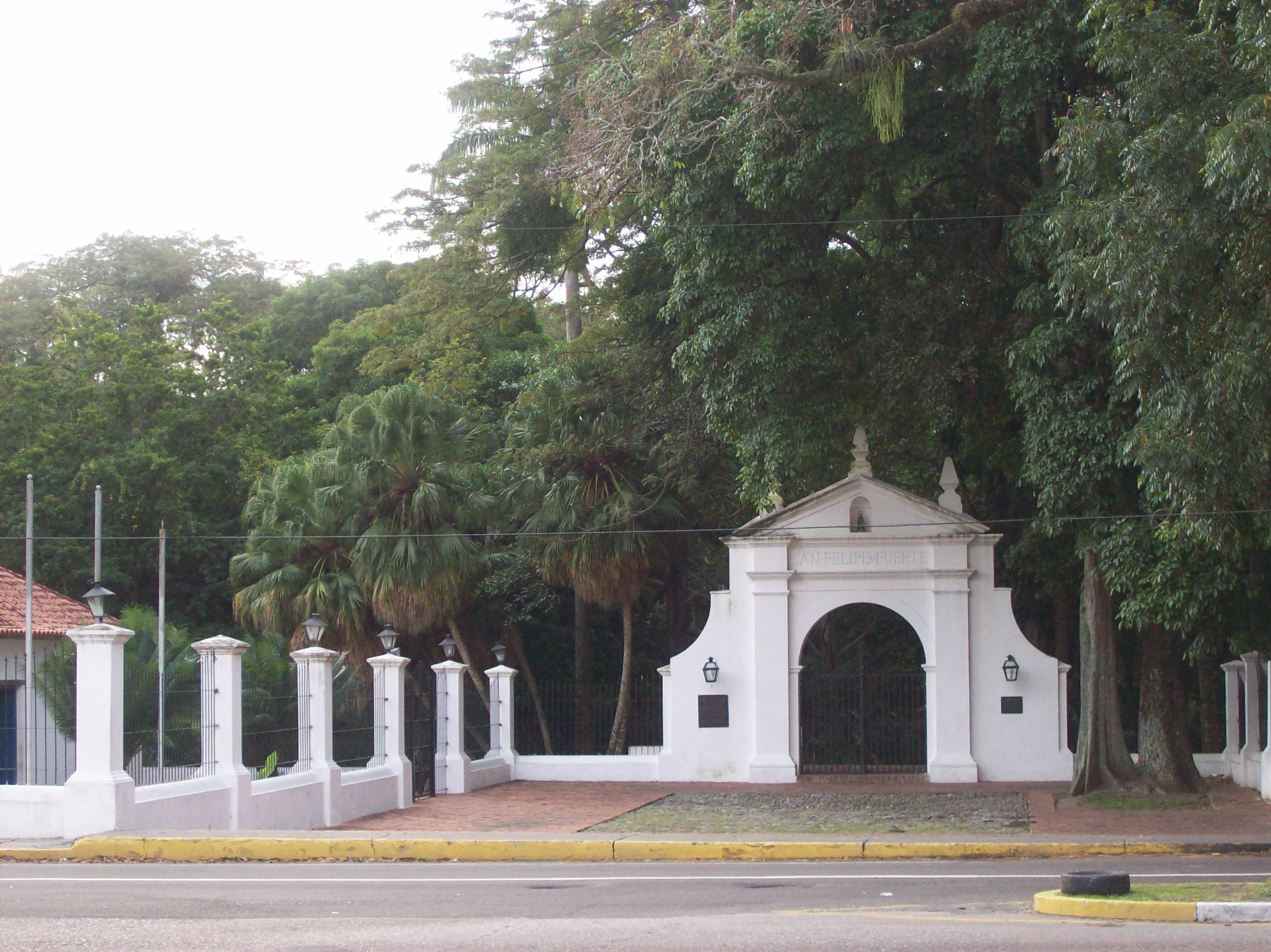
強い聖フェリペ公園

サン・フェリペ（スペイン語: San Felipe、スペイン語発音: [sam feˈlipe]）は、ベネズエラ北西部のヤラクイ州の州都。
2016年の人口は16万5900人。

## 人口
- 2001年10月21日：11万5204人
- 2011年10月30日：13万6360人
- 2016年6月30日：16万5900人

## 宗教
- サン・フェリペ大司教区（英語版）

## 経済

### 農業
- 牛乳
- 穀物
- 小麦
- 砂糖黍
- 畜産

## 著名人
- セシリア・ムヒカ（英語版）：～1813年。独立の英雄。
- ラファエル・カルデラ（英語版）：1916年～2009年。第56代大統領(1969年～1974年)、第63代大統領(1994年～1999年)。

## 交通

### 陸路
- 国鉄が通る。

### 空路
- ネストル・アリアス少尉空港（英語版）：中心部から5km南に位置する。